# Mortero (construcción)
El mortero es una mezcla de aglutinantes inorgánicos, agregados finos y agua, y posibles aditivos que sirven para aparejar elementos de construcción tales como ladrillos, piedras, bloques de hormigón, etc. Además, se usa para rellenar los espacios que quedan entre los bloques y para el revestimiento de paredes. Los conglomerantes más comunes en la actualidad son los de cemento aunque históricamente han sido la cal, la tierra y el yeso los más utilizados. La palabra «mortero» proviene del francés antiguo mortier, 'mortero de construcción, yeso; tazón para mezclar'. (13c.).
Generalmente, se utilizan para obras de albañilería, como material de agarre, revestimiento de paredes, etc. El mortero de cemento se vuelve duro cuando cura, lo que resulta en una estructura rígida de árido; sin embargo, el mortero funciona como un componente más débil que los bloques de construcción y sirve como elemento de sacrificio en la mampostería, porque el mortero es más fácil y menos costoso de reparar que los bloques de construcción. Los albañiles suelen hacer morteros usando una mezcla de arena, un aglutinante y agua. El aglutinante más común desde principios del siglo XX es el cemento Portland, pero el aglutinante antiguo mortero de cal todavía se usa en algunas construcciones nuevas especializadas. La cal, el mortero de cal y el yeso en forma de yeso de París se utilizan particularmente en la reparación y rejuntado de edificios y estructuras históricas, de modo que los materiales de reparación serán similares en rendimiento y apariencia a los materiales originales. Existen varios tipos de morteros de cemento y aditivos.

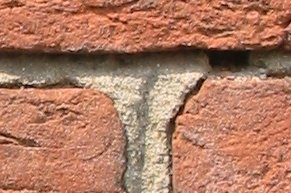
Mortero «recibido» entre las hiladas de ladrillo para trabarlos rellenando las «juntas»

## Historia

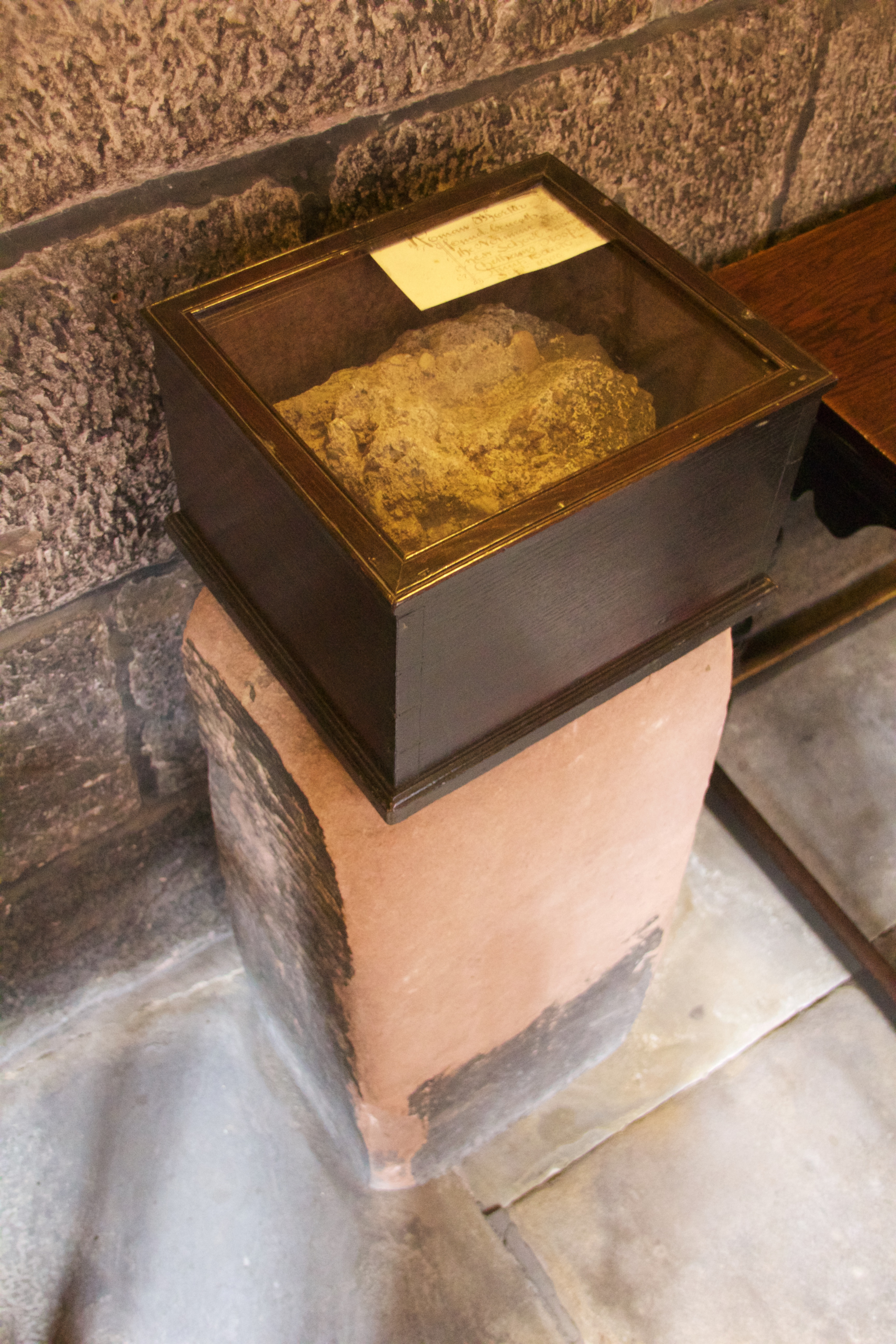
Mortero romano en exhibición en la Escuela de Música de Chetham.

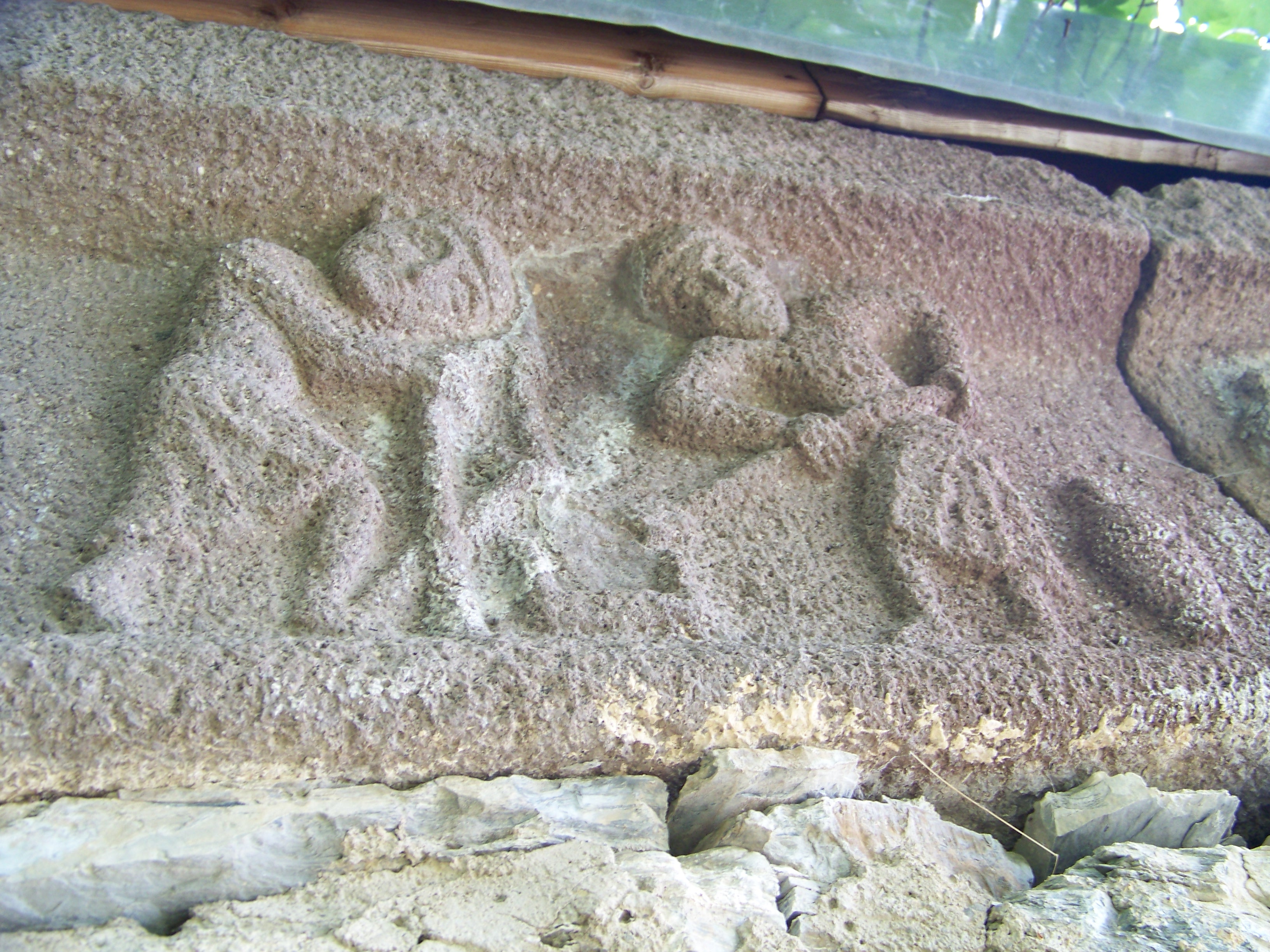
Los trabajadores preparan mortero en un abrevadero. Una escultura del siglo X de la iglesia de Korogho, Georgia.

La perfección del mortero o cemento de los antiguos ha pasado a proverbio. Los egipcios no lo empleaban en la construcción de los grandes edificios de piedra. Sin embargo, como observó Jacques-Joseph Champollion, entre los bloques calizos del revestimiento de la Gran Pirámide se utilizó una especie de mortero, posiblemente para facilitar su deslizamiento y óptimo ajuste al colocarlos.
Existen muchos ejemplos que acreditan el uso que hacían de ellos los antiguos, del yeso, la cal, los betunes, etc. Los griegos y los etruscos conocían asimismo su uso. Se habla de un depósito para agua en Esparta construido con guijarros y argamasa, y las grutas sepulcrales de Tarquinio están embarradas de un estuco pintado. La necesidad habría hecho adaptar el uso del mortero y de los cementos a todos los pueblos.
Los primeros morteros eran de barro y arcilla, como se demuestra en los edificios del décimo milenio a. C. de Jericó, y el octavo milenio a. C. de Ganj Dareh.
Según Roman Ghirshman, la primera evidencia de humanos usando una forma de mortero fue en el Mehrgarh de Baluchistán en lo que hoy es Pakistán, construido con ladrillos secados al sol en 6500 a. C.
El mortero de yeso, también llamado yeso de París, se utilizó en la construcción de muchas estructuras antiguas. Está hecho de yeso, que requiere una temperatura de cocción más baja. Por lo tanto, es más fácil de hacer que el mortero de cal y fragua mucho más rápido, lo que puede ser una razón por la que se usó como el mortero típico en la construcción antigua de arcos y bóvedas de ladrillo. El mortero de yeso no es tan duradero como otros morteros en condiciones húmedas.
En el subcontinente indio, se han observado múltiples tipos de cemento en los sitios de la civilización del valle del Indo, con yeso apareciendo en sitios como la ciudad-asentamiento Mohenjo-daro, que data de antes del 2600 a. C..
El cemento de yeso que era "gris claro y contenía arena, arcilla, trazas de carbonato de calcio y un alto porcentaje de cal" se usó en la construcción de pozos, drenajes y en los exteriores de "edificios de aspecto importante". El mortero bituminoso también se usó con una frecuencia más baja, incluso en el Gran baño en Mohenjo-daro.
En las primeras pirámides egipcias, que se construyeron durante el Reino Antiguo (~2600-2500 a. C.), los bloques de piedra caliza estaban unidos por un mortero de barro y arcilla, o arcilla y arena. En las pirámides egipcias posteriores, el mortero estaba hecho de yeso o cal. El mortero de yeso era esencialmente una mezcla de yeso y arena y era bastante blando.
Las construcciones babilonias del segundo milenio AEC usaron cal o brea para mortero.
Históricamente, la construcción con hormigón y mortero apareció a continuación en Grecia. La excavación del acueducto subterráneo de Megara reveló que un reservorio estaba revestido con un mortero puzolánico de 12 mm de espesor. Este acueducto data de c. 500 a. C.. El mortero puzolánico es un mortero a base de cal, pero está elaborado con un aditivo de ceniza volcánica que le permite endurecerse bajo el agua; por lo que se le conoce como cemento hidráulico. Los griegos obtuvieron la ceniza volcánica de las islas griegas Thira y Nisiros, o de la entonces colonia griega de Dicaearchia (Pozzuoli) cerca de Nápoles, Italia. Más tarde, los romanos mejoraron el uso y los métodos para hacer lo que se conoció como mortero y cemento puzolánico. Incluso más tarde, los romanos usaron un mortero sin puzolana utilizando terracota triturada, introduciendo óxido de aluminio y dióxido de silicio en la mezcla. Este mortero no era tan fuerte como el mortero puzolánico, pero, al ser más denso, resistía mejor la penetración del agua.
El mortero hidráulico no estaba disponible en la antigua China, posiblemente debido a la falta de ceniza volcánica. Alrededor del año 500 EC, la sopa de arroz pegajoso se mezcló con cal apagada para hacer un compuesto inorgánico-orgánico de mortero de arroz pegajoso que tenía más fuerza y resistencia al agua que el mortero de cal.
No se comprende cómo el arte de hacer morteros y cementos hidráulicos, perfeccionado y de tan extendido uso tanto por griegos como por romanos, se perdió luego durante casi dos milenios. Durante la Edad Media cuando se construían las catedrales góticas, el único ingrediente activo en el mortero era la cal. Dado que el mortero de cal curado puede degradarse por el contacto con el agua, muchas estructuras sufrieron a lo largo de los siglos por la lluvia arrastrada por el viento.

## Mezclado
El mezclado de morteros es distinto al mezclado de hormigón o concreto ya que, al no tener agregado grueso, tiene una consistencia. Se puede hacer manualmente, según la cantidad dentro de una artesa con un azadón o en un balde (o cubo) con una cuchara de albañil, o bien de manera mecánica en una mezcladora o morterera.
| H                                             | Tipo               | Componentes       | Relación  | Usos |
| --------------------------------------------- | ------------------ | ----------------- | --------- | --- |
| AH                                            | -                  | cemento:agua      | 10:2.5    | Lechado |
| AH                                            | Calcáreo           | cal:árido         | 1:1       | Enlucidos, blanqueados o estucados.                                                                           |
| AH                                            | Calcáreo           | cal:árido         | 1:2       | Revoques |
| AH                                            | Calcáreo           | cal:árido         | 1:3       | Mampostería Simple. Muros de ladrillo.                                                                        |
| AH                                            | Calcáreo           | cal:árido         | 1:4       | Muros de mampostería                                                                                          |
| 1                                             | Yeso               | yeso:agua         | 50 % agua | Obras corrientes                                                                                              |
| 1                                             | Yeso               | yeso:agua         | 60 % agua | Estucos |
| 1                                             | Yeso               | yeso:agua         | 70 % agua | Moldes |
| AH                                            | Mixto o bastardo   | cemento:cal:árido | 1:2:6     | Obras corrientes                                                                                              |
| AH                                            | Mixto o bastardo   | cemento:cal:árido | 1:1:6     | Muros cargados, impermeables.                                                                                 |
| AH                                            | Mixto o bastardo   | cemento:cal:árido | 1:1:8     | Muros poco cargados                                                                                           |
| AH                                            | Mixto o bastardo   | cemento:cal:árido | 1:1:10    | Cimientos |
| AH                                            | Mixto o bastardo   | cemento:cal:árido | 1:1:12    | Revoques impermeables                                                                                         |
| H                                             | Mortero de cemento | cemento:árido     | 1:1       | Mortero muy rico para impermeabilizaciones. Rellenos.                                                         |
| H                                             | Mortero de cemento | cemento:árido     | 1:2       | Para impermeabilizaciones y pañetes de tanques subterráneos                                                   |
| H                                             | Mortero de cemento | cemento:árido     | 1:3       | Impermeabilizaciones menores. Pisos.                                                                          |
| H                                             | Mortero de cemento | cemento:árido     | 1:4       | Pega para ladrillos en muros y baldosines. Pañetes finos.                                                     |
| H                                             | Mortero de cemento | cemento:árido     | 1:5       | Pañetes exteriores, pega para ladrillos y baldosines. Pañetes y mampostería en general. Pañetes no muy finos. |
| H                                             | Mortero de cemento | cemento:árido     | 1:6       | Pañetes interiores, pega para ladrillos y baldosines. Pañetes y mampostería en general. Pañetes no muy finos. |
| H                                             | Mortero de cemento | cemento:árido     | 1:8       | Muros sin carga                                                                                               |
| H: hidráulico AH: Aéreo o hidráulico A: Aéreo |                    |                   |           | |

## Clasificación
La hoja DIN 18550 contiene relaciones exactas para la proporción de mezcla. En esta se distinguen 5 tipos de morteros:

### Morteros con un aglomerante

#### Morteros de cal
La velocidad de fraguado se puede aumentar usando piedra caliza impura en el horno, para formar una cal hidráulica que fraguará al contacto con el agua. Tal cal debe almacenarse como un polvo seco. Alternativamente, se puede agregar a la mezcla de mortero un material puzolánico, como arcilla calcinada o polvo de ladrillo. La adición de un material puzolánico hará que el mortero fragüe razonablemente rápido por reacción con el agua.
Sería problemático usar morteros de cemento Portland para reparar edificios más antiguos construidos originalmente con mortero de cal. El mortero de cal es más blando que el mortero de cemento, lo que permite la mampostería un cierto grado de flexibilidad para adaptarse a los cambios de suelo u otras condiciones cambiantes. El mortero de cemento es más duro y permite poca flexibilidad. El contraste puede hacer que el ladrillo se agriete donde los dos morteros están presentes en una sola pared.
El mortero de cal se considera transpirable porque permitirá que la humedad se mueva libremente y se evapore de la superficie. En edificios antiguos con paredes que se mueven con el tiempo, se pueden encontrar grietas que permiten el ingreso de agua de lluvia en la estructura. El mortero de cal permite que esta humedad escape por evaporación y mantiene la pared seca. El rejuntado o enlucido de una pared vieja con mortero de cemento detiene la evaporación y puede causar problemas asociados con la humedad detrás del cemento.

#### Morteros de cemento[17]

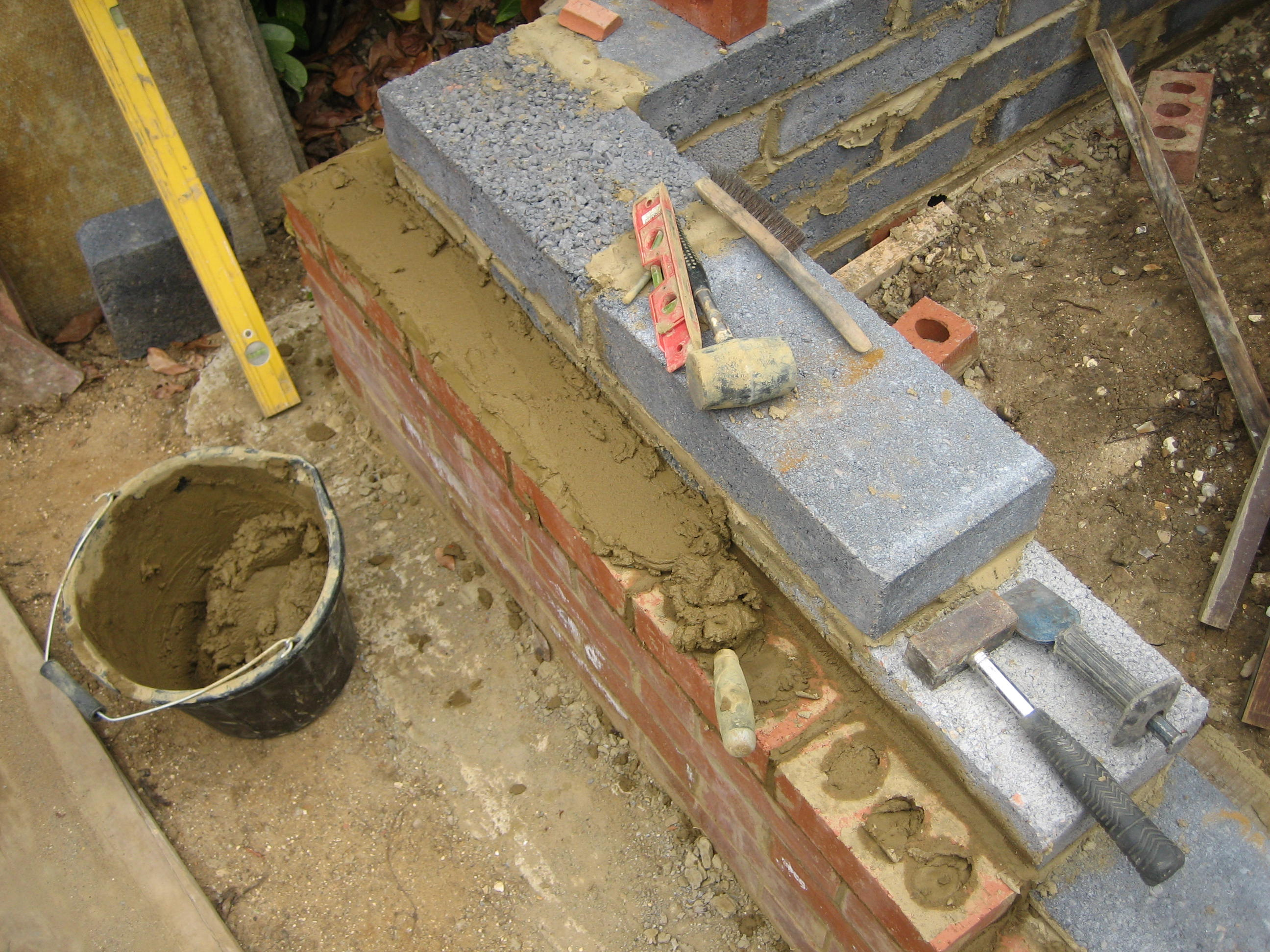
Colocación de ladrillos con mortero de cemento Portland.

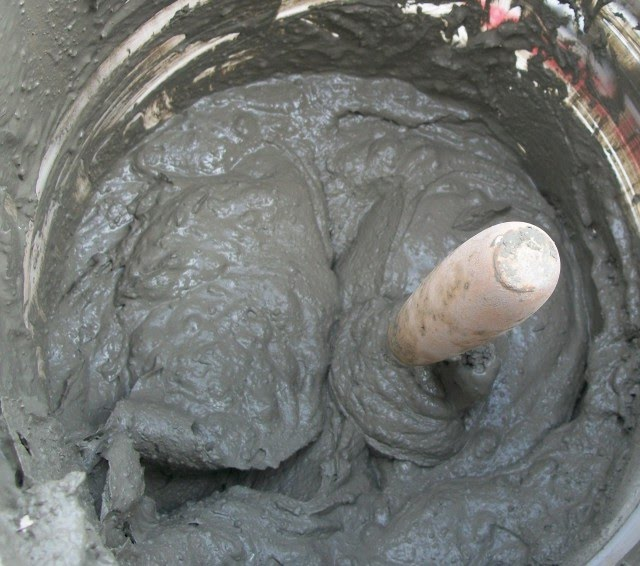
Mortero mezclado dentro de un balde de 19 L usando agua limpia y mortero de una bolsa.

Lo morteros de cemento son aquellos cuyo aglutinante es una mezcla de cemento Portland Agregados finos. y Agua.
Fue inventado en 1794 por Joseph Aspdin y patentado el 18 de diciembre de 1824, en gran parte como resultado de los esfuerzos por desarrollar morteros más resistentes. Se hizo popular a finales del siglo XIX y en 1930 se había vuelto más popular que el mortero de cal como material de construcción. Las ventajas del cemento Portland es que fragua fuerte y rápidamente, lo que permite un ritmo de construcción más rápido. Además, se requieren menos trabajadores calificados para construir una estructura con cemento Portland.
Sin embargo, como regla general, el cemento Portland no debe usarse para reparar o rejuntar edificios antiguos construidos con mortero de cal, que requieren la flexibilidad, suavidad y transpirabilidad de la cal para funcionar correctamente. 
En los Estados Unidos y otros países, generalmente se utilizan cinco tipos estándar de mortero (disponibles como productos premezclados secos) tanto para construcciones nuevas como para reparaciones. Las resistencias del mortero cambian según la proporción de mezcla para cada tipo de mortero, que se especifican según las normas ASTM . Estos productos de mortero premezclados se designan con una de las cinco letras: M, S, N, O y K. El mortero tipo M es el más fuerte y el tipo K el más débil. La proporción de mezcla siempre se expresa en volumen de cemento portland, cal, arena
| Tipo de mortero | cemento portland | cal | arena |
| --------------- | ---------------- | --- | ----- |
| M               | 1                | 1⁄4 | 3+1⁄2 |
| S               | 1                | 1⁄2 | 4 1⁄2 |
| N               | 1                | 1   | 6     |
| O               | 1                | 2   | 9     |
| K               | 1                | 3   | 12    |

Estas letras tipográficas aparentemente se toman de las letras alternativas de las palabras: M'aS"oNwOrK.

### Morteros bastardos
Los morteros bastardos son aquellos en los que intervienen dos aglomerantes, como por ejemplo: yeso y cal, cemento y cal.

### Morteros aéreos
El mortero aéreo es aquel en que el aglutinante es la cal aérea,
su uso es poco común en la construcción.

### Morteros hidráulicos
Los morteros hidráulicos son aquellos en que el aglutinante es la cal hidráulica.

### Mortero Justacken
Morteros especiales:
- Morteros expansivos (grout)
- Morteros refractarios
- Morteros con aireantes
- Morteros ignífugos
- Morteros de cemento cola
- Morteros aislados de finos
- Morteros aligerados
- Morteros no expansivos
- Morteros hidrófugos
- Morteros coloreados
- Morteros autonivelantes

## Mortero puzolánico
La puzolana es una ceniza volcánica fina y arenosa. Originalmente fue descubierto y excavado en Pozzuoli, cerca del Monte Vesubio en Italia, y posteriormente también fue extraído en otros sitios. Los romanos aprendieron que la puzolana añadida al mortero de cal permitía que la cal se solidificara relativamente rápido e incluso bajo el agua. Vitruvio, el arquitecto romano, habló de cuatro tipos de puzolana. Se encuentra en todas las zonas volcánicas de Italia en varios colores: negro, blanco, gris y rojo. Desde entonces, "puzolana" se ha convertido en un término genérico para cualquier aditivo silíceo y/o aluminoso de la cal apagada para crear cemento hidráulico.
Molido finamente y mezclado con cal, es un cemento hidráulico, como el cemento Portland, y forma un mortero resistente que también fragua bajo el agua.